# Autostrada A22 (Portugalia)
Autostrada A22 (port. Autoestrada A22, Via do Infante D. Henrique, Autoestrada do Algarve) – autostrada w południowej Portugalii, w regionie Algarve.
Nazwa autostrady pochodzi od imienia Henryka Żeglarza, łączy Lagos z Castro Marim i łączy się z autostradą EAE49  biegnącej w kierunku Sewilli w Hiszpanii. Jest częścią międzynarodowej trasy E1.

## Historia budowy
| Trasa                    | Inauguracja                                              | Długość |
| ------------------------ | -------------------------------------------------------- | ------- |
| Bensafrim – Alcantarilha | 2003 (Koncesja: Euroscut)                                | 38,3 km |
| Alcantarilha – Guia      | 2000 (Koncesja: Euroscut)                                | 9,3 km  |
| Guia – Faro              | 1993 (Zbudowany przez JAE) (Koncesja Euroscut w 2000)    | 33 km   |
| Faro – Castro Marim      | 12/1992 (Zbudowany przez JAE) (Koncesja Euroscut w 2000) | 48 km   |
| Castro Marim – Espanha   | 1991                                                     | 2,7 km  |